# Clásico del Centro (Perú)
El Clásico del Centro es un encuentro deportivo de fútbol que se disputaba entre los equipos del Sport Huancayo y Ayacucho Fútbol Club de la Primera División del Perú. La rivalidad futbolística se origina en la Copa Perú 2008, cuando el Sport Huancayo disputó los cuartos de final del torneo, enfrentando a Sport Huamanga. En el partido de ida jugado en el Estadio Huancayo, el Sport Huancayo derrotó por 3 a 0 al equipo ayacuchano con una supuesta ayuda arbitral. Con el resultado en contra, en el partido de vuelta jugado en el Estadio Ciudad de Cumaná, el Sport Huamanga logró derrotar al equipo huancaíno por 4 a 1, pero terminó eliminado del torneo por el gol visitante. Los hinchas ayacuchanos y los periodistas locales afirmaban que el árbitro favoreció al Sport Huancayo, frenando ocasiones de gol para el Sport Huamanga por aparentes faltas. La eliminación exacerbó lo ánimos de la hinchada ayacuchana, quienes invadieron el terreno de juego para convertirlo en una batalla campal, dejando a más de 100 heridos y dos unidades vehiculares incendiadas.
La rivalidad y antipatía hacia el Sport Huancayo por parte de los aficionados ayacuchanos, traspasó los límites de clubes, originando así la rivalidad de hoy en día. En el 2008 Ayacucho Fútbol Club (Ex - Inti Gas) ascendió a la Liga 1 por la Segunda División Peruana 2008 y jugaría en la primera división con el Sport Huancayo en el 2009 y la fanaticada ayacuchana esperaba otra vez al elenco huancaíno. El primer partido disputado por ambos equipos fue el 26 de abril del 2009 en el Estadio Huancayo, donde el Sport Huancayo derrotó por la mínima diferencia a Ayacucho Futbol Club. El segundo partido que congregó a muchos hinchas ayacuchanos quienes colmaron las tribunas del Estadio Ciudad de Cumaná, se jugó el 2 de agosto de 2009, donde el Sport Huancayo sorprendió derrotando a los ayacuchano por 3 a 2 con un gol en los minutos finales. Los asistentes salieron molestos del estadio al presenciar la derrotada de su equipo a manos del 'Rojo Matador' y cada vez que se disputa un encuentro con el Sport Huancayo, la prensa local lo denomina Clásico del Centro.
En Huancayo el panorama es similar. Los periodistas locales también denominan como Clásico del Centro, el enfrentamiento entre estos dos equipos, realizando notas informativas desde el antes, durante y después de los partidos. Incluso la página oficial del Sport Huancayo anuncia como Clásico del Centro, cada vez que se enfrentó al Ayacucho Fútbol Club.

## Historial
Desde el 2009 hasta la actualidad, el Sport Huancayo y Ayacucho F.C. se han enfrentado 33 veces en partidos oficiales, entre los torneos de Liga 1, Torneo del Inca y Copa Bicentenario.
| Fecha                    | Torneo                                     | Ciudad   | Resultado                              |
| ------------------------ | ------------------------------------------ | -------- | -------------------------------------- |
| 26 de abril de 2009      | Campeonato Descentralizado 2009            | Huancayo | Sport Huancayo 1:0 (0:0) Ayacucho F.C. |
| 2 de agosto de 2009      | Campeonato Descentralizado 2009            | Huamanga | Ayacucho F.C 2:3 (0:0) Sport Huancayo  |
| 20 de marzo de 2010      | Campeonato Descentralizado 2010            | Huamanga | Ayacucho F.C 2:1 (1:0) Sport Huancayo  |
| 27 de junio de 2010      | Campeonato Descentralizado 2010            | Huancayo | Sport Huancayo 3:0 (1:0) Ayacucho F.C  |
| 19 de febrero de 2011    | Campeonato Descentralizado 2011            | Huancayo | Sport Huancayo 2:2 (1:1) Ayacucho F.C  |
| 6 de agosto de 2011      | Campeonato Descentralizado 2011            | Huamanga | Ayacucho F.C 1:2 (0:0) Sport Huancayo  |
| 15 de abril de 2012      | Campeonato Descentralizado 2012            | Huancayo | Sport Huancayo 2:2 (0:1) Ayacucho F.C  |
| 15 de julio del 2012     | Campeonato Descentralizado 2012            | Huamanga | Ayacucho F.C 0:0 (0:0) Sport Huancayo  |
| 30 de septiembre de 2012 | Campeonato Descentralizado 2012 - Grupo A  | Huamanga | Ayacucho F.C 1:3 (0:1) Sport Huancayo  |
| 19 de noviembre de 2012  | Campeonato Descentralizado 2012 - Grupo A  | Huancayo | Sport Huancayo 2:1 (1:1) Ayacucho F.C  |
| 30 de abril de 2013      | Campeonato Descentralizado 2013            | Huancayo | Sport Huancayo 0:2 (0:0) Ayacucho F.C  |
| 10 de agosto de 2013     | Campeonato Descentralizado 2013            | Huamanga | Ayacucho F.C 1:0 (0:0) Sport Huancayo  |
| 14 de junio de 2014      | Campeonato Descentralizado 2014            | Huancayo | Sport Huancayo 1:2 (1:2) Ayacucho F.C  |
| 13 de septiembre de 2014 | Campeonato Descentralizado 2014            | Huamanga | Ayacucho F.C 1:1 (1:0) Sport Huancayo  |
| 10 de febrero de 2015    | Torneo del Inca 2015                       | Huamanga | Ayacucho F.C 1:2 (1:0) Sport Huancayo  |
| 2 de mayo de 2015        | Campeonato Descentralizado 2015            | Huamanga | Ayacucho F.C 0:1 (0:1) Sport Huancayo  |
| 31 de mayo de 2015       | Torneo del Inca 2015                       | Huancayo | Sport Huancayo 1:1 (0:0) Ayacucho F.C  |
| 28 de agosto de 2015     | Campeonato Descentralizado 2015            | Huancayo | Sport Huancayo 2:2 (1:0) Ayacucho F.C  |
| 30 de abril de 2016      | Campeonato Descentralizado 2016            | Huamanga | Ayacucho F.C 0:0 (0:0) Sport Huancayo  |
| 6 de agosto de 2016      | Campeonato Descentralizado 2016            | Huancayo | Sport Huancayo 2:1 (0:1) Ayacucho F.C  |
| 24 de septiembre de 2016 | Campeonato Descentralizado 2016 - Grupo B  | Huamanga | Ayacucho F.C 0:1 (0:0) Sport Huancayo  |
| 18 de noviembre de 2016  | Campeonato Descentralizado 2016 - Grupo B  | Huancayo | Sport Huancayo 0:0 (0:0) Ayacucho F.C  |
| 5 de agosto de 2017      | Campeonato Descentralizado 2017 - Apertura | Huamanga | Ayacucho F.C 1:1 (1:0) Sport Huancayo  |
| 30 de noviembre de 2017  | Campeonato Descentralizado 2017 - Clausura | Huancayo | Sport Huancayo 1:1 (0:0) Ayacucho F.C  |
| 8 de agosto de 2018      | Campeonato Descentralizado 2018 - Apertura | Huamanga | Ayacucho F.C 3:1 (0:0) Sport Huancayo  |
| 20 de octubre de 2018    | Campeonato Descentralizado 2018 - Clausura | Huancayo | Sport Huancayo 1:1 (0:0) Ayacucho F.C  |
| 16 de marzo de 2019      | Liga 1 2019 - Apertura                     | Huancayo | Sport Huancayo 2:2 (1:0) Ayacucho F.C  |
| 1 de julio de 2019       | Copa Bicentenario 2019                     | Huamanga | Ayacucho F.C 1:2 (1:1) Sport Huancayo  |
| 30 de agosto de 2019     | Liga 1 2019 - Clausura                     | Huamanga | Ayacucho F.C 1:1 (0:0) Sport Huancayo  |
| 26 de agosto de 2020     | Liga 1 2020 - Apertura                     | Lima     | Ayacucho F.C 1:1 (0:1) Sport Huancayo  |
| 9 de noviembre de 2020   | Liga 1 2020 - Clausura                     | Lima     | Sport Huancayo 0:3 (0:1) Ayacucho F.C  |
| 31 de marzo de 2021      | Liga 1 2021 - Apertura                     | Lima     | Ayacucho F.C 3:0 (1:0) Sport Huancayo  |
| 18 de agosto de 2021     | Liga 1 2021 - Clausura                     | Lima     | Sport Huancayo 1:1 (1:1) Ayacucho F.C  |
| 20 de junio de 2022      | Liga 1 2022 - Apertura                     | Huamanga | Ayacucho F.C 1:1 (1:1) Sport Huancayo  |
| 19 de octubre de 2022    | Liga 1 2022 - Clausura                     | Huancayo | Sport Huancayo 0:1 (1:1) Ayacucho F.C  |
| 2 de marzo de 2025       | Liga 1 2025 - Apertura                     | Huanta   | Ayacucho F.C 1:1 (1:1) Sport Huancayo  |

## Estadísticas
En la actualidad, el Sport Huancayo mantiene una ventaja sobre Ayacucho F. C. con más clásicos ganados. El equipo huancaíno ha ganado 11 partidos, mientras que los ayacuchanos en 8 encuentros.
| Torneos                   | PJ | GHUA | E  | GAYA | GolHUA | GolAYA |
| ------------------------- | -- | ---- | -- | ---- | ------ | ------ |
| Primera División del Perú | 33 | 9    | 16 | 8    | 40     | 42     |
| Copa Bicentenario         | 1  | 1    | 0  | 0    | 2      | 1      |
| Torneo del Inca           | 2  | 1    | 1  | 0    | 3      | 2      |
| Amistosos                 | -  | -    | -  | -    | -      | -      |
| Total                     | 36 | 11   | 17 | 8    | 45     | 45     |

Sport Huancayo
Partidos ganados de local: 4
Partidos ganados de visita: 7
Máxima goleada: Sport Huancayo 3:0 Ayacucho F.C

Ayacucho F.C.
Partidos ganados de local: 4
Partidos ganados de visita: 3
Máxima goleada: Ayacucho F.C 3:0 Sport Huancayo

## Uniformes
El Sport Huancayo utiliza su tradicional camiseta roja, mientras que el Ayacucho F.C. juega con su uniforme blanco.
| Sport Huancayo | Ayacucho F.C. |